# Veleronia sympathes
Veleronia sympathes is een garnalensoort uit de familie van de Palaemonidae. De wetenschappelijke naam van de soort is voor het eerst geldig gepubliceerd in 1979 door De Ridder & Holthuis.